# Rouville (Oise)
Rouville és un municipi francès, situat al departament de l'Oise i a la regió dels Alts de França. L'any 2007 tenia 294 habitants.

## Demografia

### Població
El 2007 la població de fet de Rouville era de 294 persones. Hi havia 96 famílies de les quals 8 eren unipersonals (8 homes vivint sols), 24 parelles sense fills, 60 parelles amb fills i 4 famílies monoparentals amb fills.
La població ha evolucionat segons el següent gràfic:
Habitants censats

### Habitatges
El 2007 hi havia 108 habitatges, 95 eren l'habitatge principal de la família, 9 eren segones residències i 4 estaven desocupats. 107 eren cases i 1 era un apartament. Dels 95 habitatges principals, 82 estaven ocupats pels seus propietaris, 9 estaven llogats i ocupats pels llogaters i 4 estaven cedits a títol gratuït; 1 tenia una cambra, 1 en tenia dues, 7 en tenien tres, 25 en tenien quatre i 61 en tenien cinc o més. 84 habitatges disposaven pel capbaix d'una plaça de pàrquing. A 34 habitatges hi havia un automòbil i a 59 n'hi havia dos o més.

### Piràmide de població
La piràmide de població per edats i sexe el 2009 era:
| Homes | Edats   | Dones |
| ----- | ------- | ----- |
| 0     | 95 o +  | 4     |
| 0     | 90 a 94 | 0     |
| 0     | 85 a 89 | 4     |
| 0     | 80 a 84 | 0     |
| 4     | 75 a 79 | 0     |
| 4     | 70 a 74 | 4     |
| 0     | 65 a 69 | 0     |
| 12    | 60 a 64 | 0     |
| 4     | 55 a 59 | 12    |
| 0     | 50 a 54 | 4     |
| 12    | 45 a 49 | 12    |
| 8     | 40 a 44 | 8     |
| 8     | 35 a 39 | 8     |
| 16    | 30 a 34 | 12    |
| 20    | 25 a 29 | 8     |
| 4     | 20 a 24 | 12    |
| 4     | 15 a 19 | 12    |
| 4     | 10 a 14 | 0     |
| 16    | 5 a 9   | 0     |
| 24    | 0 a 4   | 4     |

## Economia
El 2007 la població en edat de treballar era de 192 persones, 147 eren actives i 45 eren inactives. De les 147 persones actives 137 estaven ocupades (78 homes i 59 dones) i 10 estaven aturades (4 homes i 6 dones). De les 45 persones inactives 12 estaven jubilades, 18 estaven estudiant i 15 estaven classificades com a «altres inactius».

### Ingressos
El 2009 a Rouville hi havia 93 unitats fiscals que integraven 297 persones, la mediana anual d'ingressos fiscals per persona era de 25.809 €.

### Activitats econòmiques
Dels 13 establiments que hi havia el 2007, 1 era d'una empresa de fabricació d'altres productes industrials, 1 d'una empresa de construcció, 2 d'empreses de comerç i reparació d'automòbils, 1 d'una empresa de transport, 1 d'una empresa d'hostatgeria i restauració, 2 d'empreses d'informació i comunicació, 1 d'una empresa financera, 2 d'empreses de serveis i 2 d'empreses classificades com a «altres activitats de serveis».
Dels 2 establiments de servei als particulars que hi havia el 2009, 1 era un paleta i 1 restaurant.
L'únic establiment comercial que hi havia el 2009 era una carnisseria.

## Equipaments sanitaris i escolars
El 2009 hi havia una escola elemental integrada dins d'un grup escolar amb les comunes properes formant una escola dispersa.

## Poblacions més properes
El següent diagrama mostra les poblacions més properes.